# Louisfert

Localització de Louisfert

Louisfert (en bretó Lufer) és un municipi francès, situat a la regió de país del Loira, al departament de Loira Atlàntic, que històricament va formar part de la Bretanya. L'any 2006 tenia 847 habitants. Limita amb Châteaubriant, Erbray, Moisdon-la-Rivière, Issé, Saint-Vincent-des-Landes i Saint-Aubin-des-Châteaux.

## Demografia
| 1962                                       | 1968 | 1975 | 1982 | 1990 | 1999 |
| ------------------------------------------ | ---- | ---- | ---- | ---- | ---- |
| 507                                        | 556  | 606  | 766  | 817  | 796  |
| Des de 1962: població sense dobles comptes |      |      |      |      |      |

## Administració
| Període   | Identitat        | Partit |
| --------- | ---------------- | ------ |
| 1977-1984 | Pierre Boucherie |        |
| 1984-1989 | Roger Lerat      |        |
| 1989-2008 | Michel Ledevin   |        |
| 2008-     | Alain Guillois   |        |